# Configno
Configno è una frazione di Amatrice situata a 1.008 metri s.l.m.
La frazione si trova a sud ovest di Amatrice da cui dista poco più di 7 km. 
Configno è posta nell'alta valle del fiume Tronto e rappresenta una delle numerose "ville" di Amatrice, ossia uno dei numerosi insediamenti aperti (cd. ville)  che sin dal Medio Evo hanno popolato la conca del comune reatino.

## Origine del nome
Il nome della frazione deriverebbe, con tutta probabilità, dalla sua posizione di confine tra due storiche Diocesi, quella di Rieti, l'antico territorio falacrino (di cui Configno faceva parte) e quella di Ascoli, corrispondente all'antico territorio summatino.

## Storia
Dopo l'unità d'Italia, come il comune Amatrice, farà prima parte dell'Abruzzo aquilano (Abruzzo Ultra) e poi, dal 1927, a seguito della creazione della provincia di Rieti, del Lazio.
A seguito dei terremoti del Centro Italia del 24 agosto 2016 e del 30 ottobre 2016 molti edifici dell'abitato di Configno sono andati distrutti o sono stati gravemente lesionati, soprattutto nella zona più antica della frazione. In particolare, la Chiesa di Sant'Andrea e l'ottocentesco palazzo Betturri, con la torre e l'orologio, hanno subito gravi danni. Illeso invece il fabbricato del Museo delle Arti e Tradizioni Popolari.
Successivamente al sisma del 2016 è sorto un piccolo villaggio composto da alcune casette, una ex stalla restaurata, una chiesetta, un piccolo bar con un forno, oltre a un campo da calcio e bagni pubblici. La realizzazione del villaggio è stata resa possibile grazie alla generosità di alcuni privati.

## Monumenti e luoghi d'interesse

### Architetture religiose
- La chiesa di Sant'Andrea, risalente probabilmente alla fine del '400. Ha un campanile a vela con due campane affiancate. L'interno a navata unica e soffitto a carena. Nella parete di fondo, dietro l'altare maggiore, è posto un grande quadro dipinto su tavola con cornice riccamente dorata, di probabile scuola crivellesca (fine '400 - primi '500) rappresentante la Madonna in trono col Bambino e ai suoi piedi san Giovanni Battista bambino, e ai due lati sant'Andrea Apostolo, cui è dedicata la chiesa, (a sinistra) e san Sebastiano (a destra). Sulla parete sinistrasi ammira un affresco della Madonna in trono con Gesù lattante, due angeli, S. Pietro e Paolo ad opera di un ignoto pittore chiamato da Verani il “maestro di Configno” datato 1476. L'opera è venuta casualmente alla luce nel corso di lavori di restauro del 1964, rappresenta la Vergine Maria nell'atto di nutrire il Bambino. Sull'altare nella parete destra, grande quadro barocco rappresentante l'Annunciazione e antico ciborio in legno. La prima testimonianza storica certa della chiesa è del 1549 quando essa venne visitata dal a seguito di una visita del vescovo Aligeri.
- La chiesa di Santo Stefano: sorgeva in località Coppa Bianca, scomparsa nel XVIII secolo.

### Aree naturali
A poche centinaia di metri dall'abitato di Configno, si trova l'Oasi di Orie Terme, un parco naturalistico ricco di sorgenti, in cui, tra boschi di castagni, querce e faggi secolari dimorano stabilmente cervi e daini. Il parco si caratterizza per ospitare numerose opere e un monumentale Calvario ispirate a La buona novella del cantautore Fabrizio De Andrè.
A nord di Configno si trova il lago di Scandarello, un lago artificiale formato dallo sbarramento della diga costruita lungo il corso del torrente Scandarello, affluente del Tronto.

## Società
I primi censimenti ufficiali di Configno del 1663 contano circa 20 famiglie e 120 persone, che divengono 149 nel 1728, 230 nel 1793 e 260 nel 1877.
Con Regio Decreto del 21.12.1864, il nuovo Regno D'Italia istituisce un Registro di Popolazione per ogni Comune del Regno. Dal Censimento del 1879, la frazione di Configno contava 249 abitanti, 200 residenti, 119 uomini e 135 donne (2)
Nel 1921 gli abitanti erano scesi a 174, 118 nel 1961, 90 nel 1971 e appena 43 nel 1991.
Oggi si contano circa 30 persone stabilmente residenti che salgono a poco meno di 300 durante la stagione estiva.

## Musei

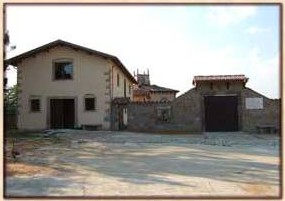
Il Museo di Configno

Il museo delle arti e tradizioni popolari di Configno: esso ha sede in un antico fabbricato della frazione e venne edificato nel 1928 da un abitante del luogo, tale Corteggiani Giulio fu Evangelista e utilizzato come scuderia.
L'attuale museo è aperto dal 2010 ed è gestito da un Ente culturale e raccoglie molti materiali, scritti e reperti che documentano la storia della comunità locale e il suo rapporto col territorio, con diverse collezioni di temi legati all'agricoltura, alle attività artigianali, al mondo domestico e all'arredo scolastico. Un angolo è dedicato alle origini degli spaghetti all'amatriciana.
Ogni anno, nel mese di agosto, dal 1978, Configno rappresenta il traguardo della famosa corsa su strada internazionale "Amatrice-Configno", gara podistica della lunghezza di 8,5 km, in cui notoriamente gareggiano fianco a fianco campioni olimpici e campioni mondiali con gli atleti Amatori.

## Infrastrutture e trasporti
La frazione è posta proprio lungo la Strada Statale 260 Picente che collega l'entroterra abruzzese con quello marchigiano.  Ad Amatrice, infatti, S.R. 260 Picente si inserisce nella consolare Salaria che conduce ad Ascoli Piceno e, proseguendo, a San Benedetto del Tronto.